# Miguel Riglos
Miguel Riglos är en ort i Argentina.   Den ligger i provinsen La Pampa, i den centrala delen av landet, 500 km sydväst om huvudstaden Buenos Aires. Miguel Riglos ligger 144 meter över havet och antalet invånare är 2 385.
Terrängen runt Miguel Riglos är mycket platt. Runt Miguel Riglos är det mycket glesbefolkat, med 3 invånare per kvadratkilometer..
Trakten runt Miguel Riglos består till största delen av jordbruksmark.